# Seksuele selectie

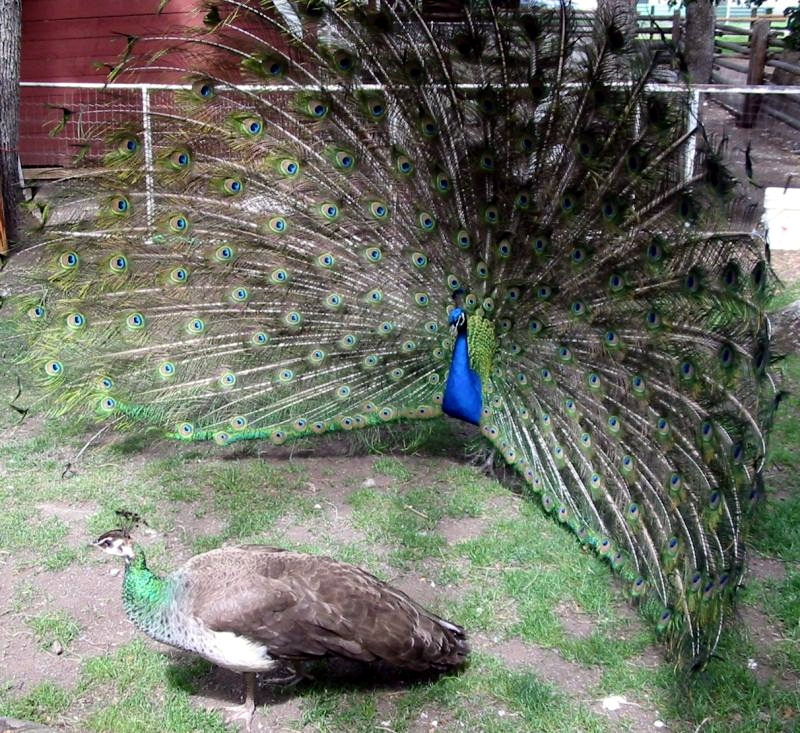
Een mannelijke pauw pronkt met z'n veren om een vrouwtje te imponeren. De grote staartveren kunnen niet met natuurlijke selectie, maar wel met seksuele selectie verklaard worden

Seksuele selectie is in de biologie de selectie van partners op grond van eigenschappen die als aantrekkelijk worden ervaren. Zulke eigenschappen maken het gemakkelijker om een partner te krijgen. Seksuele selectie is vergelijkbaar met natuurlijke selectie, omdat het ervoor zorgt dat dieren met deze eigenschappen meer nakomelingen kunnen krijgen. Het is bij dieren daarmee een aandrijvend mechanisme achter biologische evolutie.
Bij sommige diersoorten is vooral bij de mannetjes het effect van seksuele selectie duidelijk waarneembaar, bijvoorbeeld bij de mannetjes van polygame soorten. Zeker als de harems, zoals bij zeeleeuwen, erg groot zijn, maakt het hebben of niet hebben van een harem een groot verschil voor het voortplantingssucces. 

## Twee hoofdmodellen

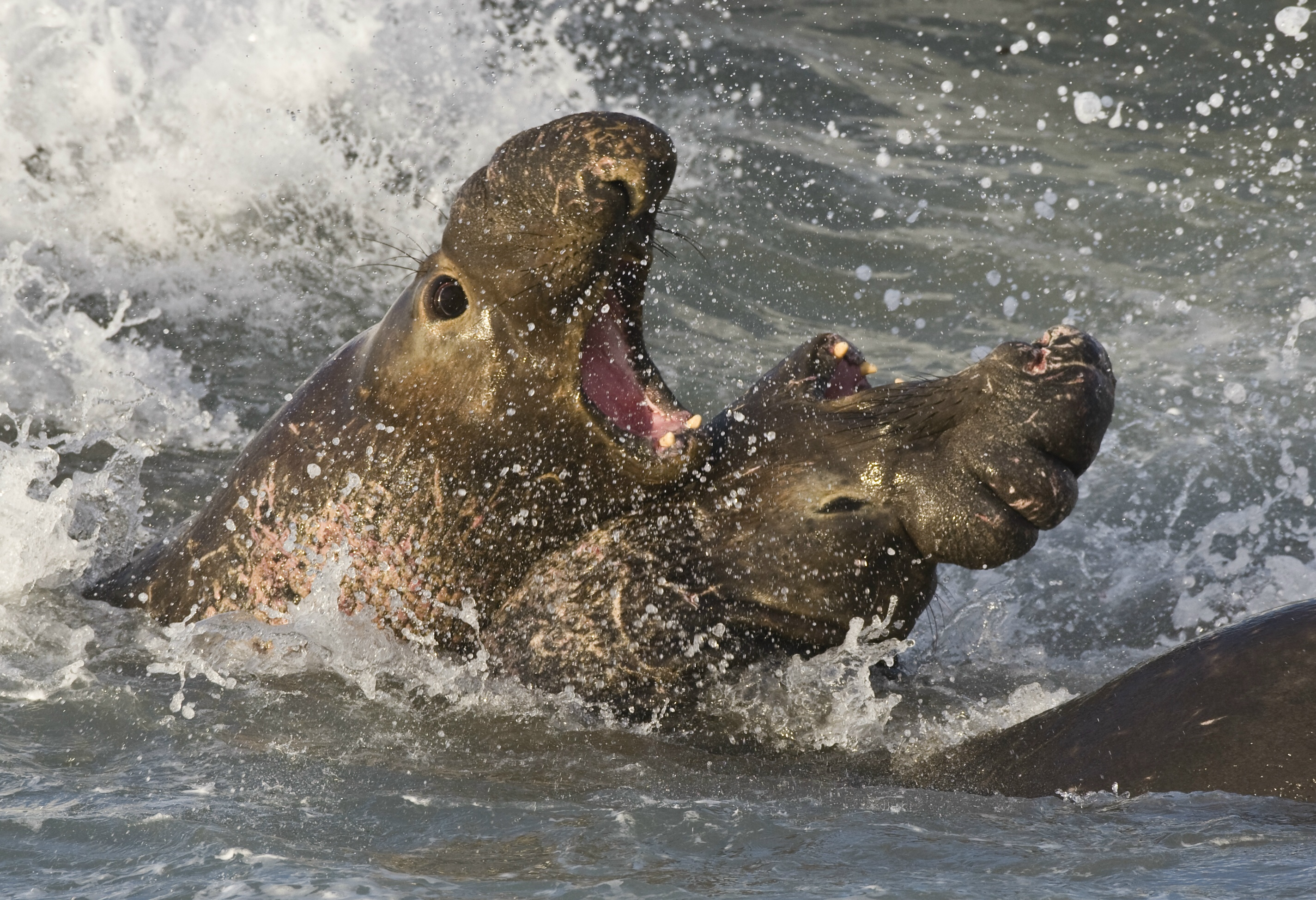
Twee noordelijke zeeolifanten leveren een gevecht. De inzet is groot want de sterksten kunnen een harem van tot wel 100 vrouwtjes bevruchten.

In het algemeen wordt er uitgegaan van twee hoofdmodellen van seksuele selectie, namelijk concurrentie tussen mannetjes en vrouwelijke partnerkeuze.
Het vóórkomen van seksuele selectie kan vaak worden afgeleid uit het verschil tussen de beide geslachten (dimorfie). Bij soorten waar weinig seksuele selectie plaatsvindt, zijn mannetjes en vrouwtjes erg gelijkvormig. Als seksuele selectie plaatsvindt, zijn vaak de mannetjes groter en sterker dan de vrouwtjes (bij strijd tussen mannetjes), of veel opvallender gekleurd (bij vrouwelijke partnerkeuze).

### Intraseksuele selectie (strijd)
Bij strijd tussen mannetjes, ook wel intraseksuele selectie genoemd, vechten de mannetjes onderling. Hierbij worden vaak speciale lichaamsdelen, zoals geweien gebruikt. In veel gevallen zijn deze gevechten gestandaardiseerd om verwondingen te voorkomen, maar bij sommige soorten kan er in bepaalde gevallen ook veel bloed vloeien.
Bij veel diersoorten hebben de mannen nauwelijks of geen rol in het grootbrengen van het nageslacht, maar is er intensieve competitie en strijd waarbij slechts een beperkt aantal mannen erin slagen om voor nageslacht te zorgen. Voor de reproductie van de soort zijn maar weinig mannen nodig, maar toch worden er (te) veel mannen geboren. Bij de geslachtelijke voortplanting worden in het algemeen evenveel vrouwen als mannen verkregen, doordat alleen de mannetjes een Y-chromosoom hebben. De grote selectie bij mannen zorgt ervoor dat ook schadelijke mutaties bij de vrouwen worden geëlimineerd zonder de algehele reproductieve capaciteit te verminderen. Alleen een klein deel van de genen hebben alleen invloed op de vrouwen.

### Interseksuele selectie (partnerkeuze)
Bij vrouwelijke partnerkeuze (interseksuele selectie) is het zo dat niet de mannetjes uitmaken wie de vrouwtjes krijgt, maar de vrouwtjes zelf. Bij soorten waar dit een rol speelt, gebruiken de mannetjes methoden om vrouwtjes te lokken, bijvoorbeeld door een mooi uiterlijk (zie bijvoorbeeld paradijsvogels), door hun stemgeluid, het tentoonstellen van een bouwwerk (prieelvogels) of door een paringsdans.

## Een aantal voorbeelden

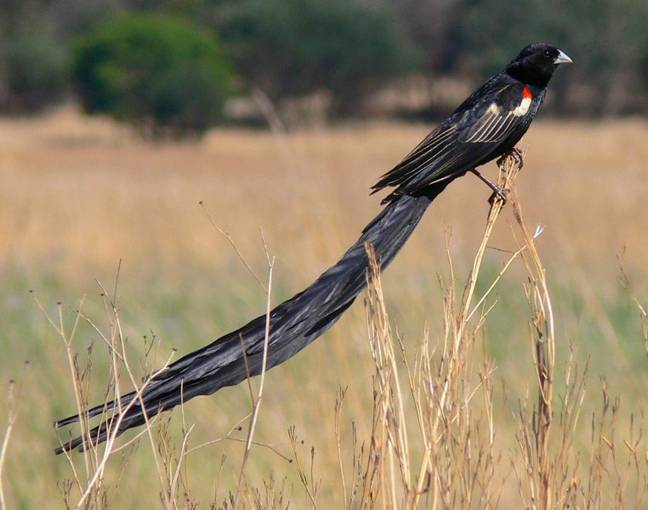
De extreem lange staart van de hanenstaartwidavink is een handicap bij het overleven, maar noodzakelijk om een vrouwtje te lokken

Een opvallende eigenschap van seksuele selectie is dat het aanleiding kan geven tot zeer overdreven eigenschappen, waarvan men kan verwachten dat natuurlijke selectie ze zal weg-evolueren. Vooral wanneer er geen natuurlijke vijanden zijn, kan seksuele selectie de overhand krijgen. Een voorbeeld is de lange, bontgekleurde staart van paradijsvogels. Het procedé hier is dat aanvankelijk de vrouwtjes bij voorkeur meer paren met mannetjes met een langere of feller gekleurde staart. Door seksuele selectie worden vervolgens de mannetjes met steeds langere of feller gekleurde staarten bevoordeeld. Dat vermindert weliswaar de overlevingskans van het mannetje, maar dat verschil wordt gecompenseerd door de grotere paringskans. Zo wordt de staart steeds langer in de evolutie, totdat er een evenwicht was tussen de natuurlijke en de seksuele selectie.
De hanenstaartwidavink (Euplectes progne) is een vogel waarbij de mannetjes een lange staart hebben. Bij een onderzoek werd een aantal mannetjes van zulke lange staarten voorzien dat ze niet eens meer konden vliegen. Deze mannetjes bleken nóg aantrekkelijker voor de vrouwtjes maar ze bleken een gemakkelijke prooi voor roofdieren. Bij deze vogelsoort bestaat dus een zeer nauw evenwicht tussen natuurlijke en seksuele selectie.
De verklaring van de lange nek van de giraffen is niet duidelijk. Deze kan zowel door natuurlijke als door seksuele selectie of een combinatie hiervan verklaard worden. Zowel de mannetjes als de vrouwtjes hebben lange nekken.
Bij veel roofvogels is er een verschil in grootte tussen de mannetjes en vrouwtjes, waarbij de mannetjes kleiner en de vrouwtjes groter zijn. Dit gaat samen met een verschil in prooikeuze. De mannetjes vangen gemiddeld kleinere prooien dan de vrouwtjes, zodat er minder concurrentie optreedt tussen de geslachten.

## Bij de mens
Hoewel bij mensen bij de partnerkeuze vrouwen selectiever zijn dan mannen, zijn het zowel vrouwen als mannen die selecteren. Mogelijk zijn de menselijke hersenstructuur en het hersenvolume deels te verklaren door seksuele selectie, waarbij mannen en vrouwen met bepaalde vaardigheden (zoals verbale, sociale of creatieve vaardigheden) aantrekkelijk gevonden worden.